# Ride the Lightning
Ride the Lightning (укр. Осідлай блискавку) — другий студійний альбом американського треш-метал гурту Metallica, випущений 27 липня 1984 року незалежним лейблом Megaforce Records.
Незважаючи на те, що альбом належить до жанру треш-метал, він продемонстрував музичне зростання та ліричну витонченість гурту. Басист Кліфф Бертон ознайомив гурт з основами теорії музики і брав активнішу участь у написанні пісень. Гурт розширив свій підхід, використовуючи акустичні гітари, розширені інструментальні партії та більш складні гармонії. Всі витрати на запис альбому були оплачені європейським лейблом Music for Nations, оскільки Megaforce не зміг їх покрити. Це останній альбом, до написання пісень якого долучився колишній гітарист гурту Дейв Мастейн, і перший, в якому взяв участь його наступник Кірк Гемметт.
Альбом отримав позитивний відгук від музичних критиків, які вважали його більш масштабною роботою, ніж його попередник. Metallica просувала альбом під час європейського туру «Bang That Head That Doesn't Bang» наприкінці 1984 року, а також під час північноамериканського туру в першій половині 1985 року. Пізніше того ж року гурт виступив на великих музичних фестивалях, таких як «Monsters of Rock» і «Day on the Green». Через два місяці після релізу Elektra Records підписала з Metallica багаторічну угоду і перевидала альбом. Ride the Lightning посів 100 місце в чарті Billboard 200, практично не потрапивши на радіо. Хоча спочатку для американського ринку було надруковано 75 000 копій, до листопада 1987 року альбом розійшовся тиражем у півмільйона примірників. Американська асоціація компаній звукозапису (RIAA) у 2012 році сертифікувала його як 6-кратно платиновий за продаж шести мільйонів копій у Сполучених Штатах. Багато рок-видань внесли платівку до списків найкращих альбомів, зазначивши, що він справив тривалий вплив на жанр.

## Фон і запис
Metallica випустила свій дебютний альбом Kill 'Em All на незалежному лейблі Megaforce Records 25 липня 1983 року.  Альбом допоміг заснувати треш-метал, піджанр хеві-металу, що характеризується швидкими рифами та інтенсивними ударними партіями.  Після завершення промо-туру Metallica почала писати новий матеріал, а з вересня почала виконувати на концертах пісні, які мали увійти до альбому. Оскільки у гурту було мало грошей, його учасники часто харчувалися один раз на день і ночували в будинках фанатів під час виступів у клубах по всій Америці.  Стався інцидент, коли в Бостоні вкрали частину апаратури Metallica, тож учасники Anthrax позичили гурту частину свого обладнання, щоб дограти решту концертів. У вільний від концертів час гурт жив в орендованому будинку в Ель-Серріто, який називався «Особняк Metallica».  Фронтмену Джеймсу Гетфілду було незручно виконувати подвійні обов'язки вокаліста і ритм-гітариста, тому гурт запропонував цю роботу вокалісту Armored Saint Джону Бушу, який відхилив пропозицію, оскільки справи у Armored Saint на той час йшли добре.
Гетфілд поступово набув впевненості в якості вокаліста і зберіг свою первісну роль. Гурт розпочав запис 20 лютого 1984 року на студії Sweet Silence Studios у Копенгагені. Продюсером альбому став Флеммінг Расмуссен, засновник Sweet Silence Studios. Барабанщик Ларс Ульріх обрав Расмуссена, тому що йому сподобалася його робота над альбомом Rainbow Difficult to Cure, і він був зацікавлений у записі в Європі.  Расмуссен, який не чув про Metallica, погодився працювати над альбомом, навіть незважаючи на те, що співробітники його студії ставили під сумнів талант гурту. Расмуссен прослухав записи Metallica ще до приїзду учасників і вирішив, що гурт має великий потенціал.   Metallica репетирувала матеріал для альбому в репетиційній кімнаті Mercyful Fate в Копенгагені. 

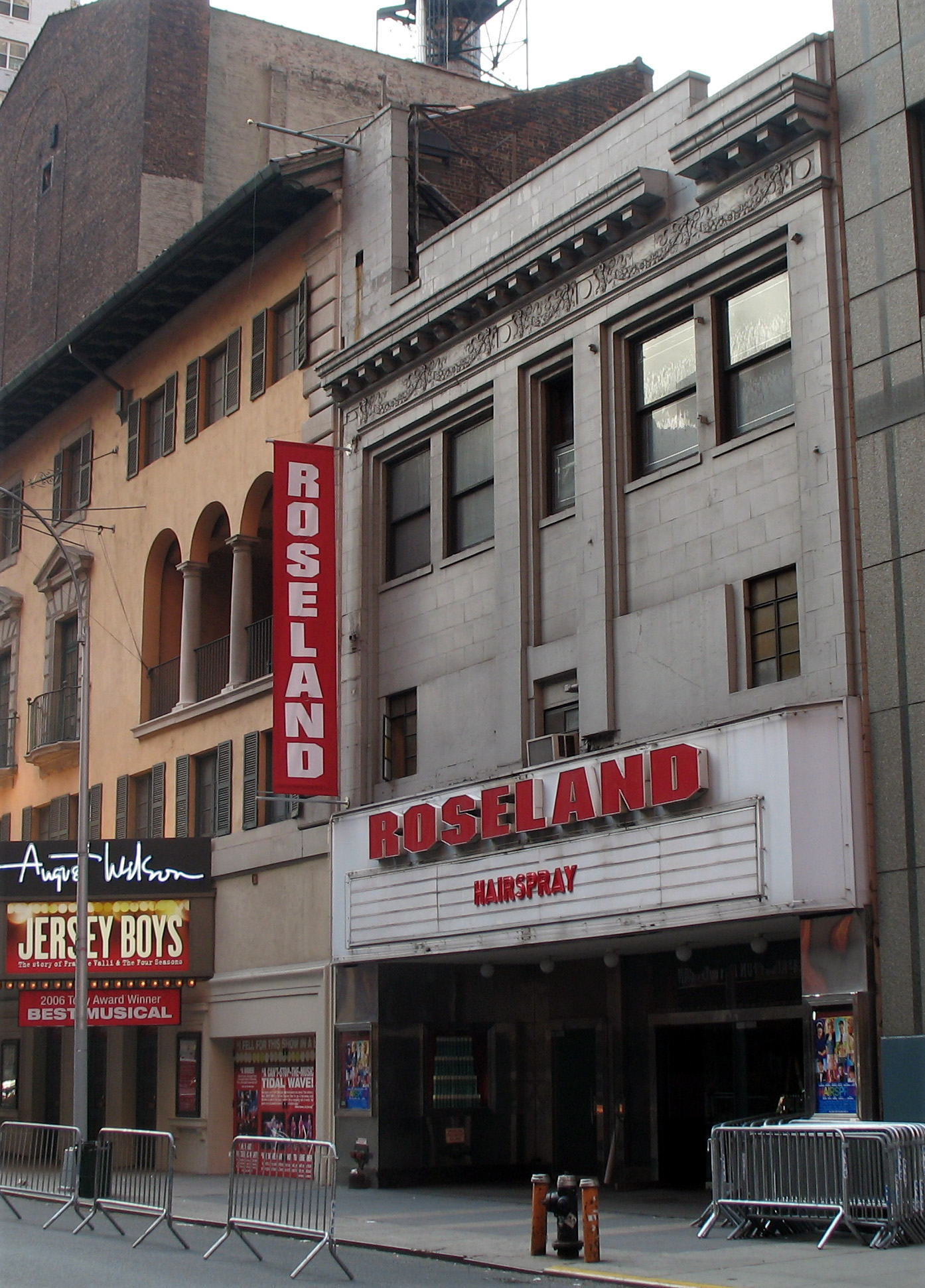
3 серпня 1984 року Metallica виступали на розігріві в гурту Raven у концертному залі. Шоу пройшло з аншлагом.

Перед тим, як потрапити до студії, Metallica збирала ідеї на «стрічках з рифами», записаних на різних джем-сесіях. Гетфілд і Ульріх прослуховували записи і відбирали найсильніші рифи, щоб потім зібрати їх у пісні. Інструменти були записані окремо, лише Джеймс грав на ритм-гітарі.  Расмуссен, за підтримки барабанщика Флеммінга Ларсена, навчив Ульріха, який мав схильність до збільшення швидкості і мало знав теорію ритму. Барабани записувалися на порожньому складі в задній частині студії, який не був звуконепроникним і спричиняв реверберацію.  Хоча чотири треки вже були аранжовані, учасники гурту не звикли створювати пісні в студії, оскільки вони не робили цього для Kill 'Em All.  «For Whom the Bell Tolls», «Trapped Under Ice» і «Escape» були написані в основному в Копенгагені, а «Fight Fire with Fire», «Ride the Lightning», «Creeping Death» і «The Call of Ktulu», які вже виконувалися наживо, були доопрацьовані. 
Гітарист Кірк Гемметт взяв назву альбому з уривку з роману Стівена Кінга Протистояння.  Обкладинка, на якій зображено електричний стілець посеред блискавок, була задумана ще до початку запису.  Спочатку у гурту виникли труднощі із записом, оскільки за три тижні до прибуття до Копенгагена було викрадено обладнання.  Учасники спали в студії вдень, оскільки не могли дозволити собі готель, і записувалися вночі, тому що вдень студія була зайнята іншими артистами. Оскільки гурт шукав контракт з великим лейблом, студію відвідало кілька представників A&R з різних лейблів. Спочатку здавалося, що Metallica збирається підписати контракт з Bronze Records, але угода була скасована, тому що виконавчий директор лейблу Джеррі Брон не оцінив роботу, виконану в Sweet Silence Studios, і захотів, щоб американське видання було реміксоване інженером Едді Крамером, і навіть розглядав можливість перезапису альбому в іншій студії. Metallica була розчарована тим, що Брон не поділяв художнього погляду гурту. Вони вирішили шукати інший лейбл для випуску альбому в США, хоча Bronze вже рекламував Metallica як один зі своїх гуртів. 
Хлопцям довелося записуватись швидко, оскільки європейські концерти були заплановані через 29 днів після того, як Metallica увійшла до студії. Запис закінчився 14 березня, а Megaforce випустив альбом 27 липня.  Хоча початковий бюджет альбому становив $20 000, остаточні витрати перевищили $30 000 (еквівалентно $88 146 у 2022 році). Європейський лейбл Music for Nations оплатив студійні витрати, оскільки власник Megaforce Джон Зазула не міг їх собі дозволити.  Metallica була незадоволена відсутністю просування з боку Megaforce і вирішила розійтися з Зазулою. Співробітник лейблу Elektra Records Майкл Алаго помітив Metallica на концерті у Сан-Франциско і запросив голову правління Elektra та керівника відділу промоції на серпневе шоу в Нью-Йорку. Виступ у Roseland Ballroom, де на розігріві у Raven виступали Anthrax і Metallica, сподобався співробітникам Elektra, і наступного ранку гурту запропонували контракт.  12 вересня Metallica підписала контракт з лейблом Elektra, який перевидав альбом 19 листопада. Кліфф Бернштейн і Пітер Менш з Q Prime були одночасно призначені новими менеджерами гурту.  Ride the Lightning став останнім альбомом Metallica, до написання якого долучився колишній вокаліст гурту Дейв Мастейн, якому належать авторство заголовного треку і пісня «The Call of Ktulu». Альбом також став першим, в якому Гемметт зазначений як автор пісень.

## Тематика і структура пісень
Музичні критики вважають, що Ride the Lightning демонструє більшу музичну зрілість, з більш широким звучанням пісень, ніж Kill 'Em All, який вирізнявся одновимірним звучанням. Такий розвиток частково пояснюється знанням теорії музики басистом Кліффом Бертоном. Він показав Гетфілду, як доповнювати основні ноти додатковими контр-мелодіями і як працює базова гітарна гармонія, що відобразилося на композиціях пісень.  Гетфілд створив більш соціально свідомі тексти пісень, а також зловісні та напівфілософські посилання.  Ульріх пояснив, що Metallica вирішила не покладатися виключно на швидкі темпи, як на попередньому альбомі, а дослідити інші музичні підходи, які звучать потужно і важко.  Кевін Фішер з журналу Grinder охарактеризував альбом як «абсолютний треш, руйнування і тотальне розмиття», що нагадує йому швидкість і потужність Kill 'Em All.  Музичний журналіст Мартін Попофф зауважив, що альбом пропонує «витонченість і брутальність в рівній мірі» і сприймався як щось нове на момент релізу.  Обговорюючи ліричний зміст альбому, філософ Вільям Ірвін писав:
Після Kill 'Em All бунт і агресія стали набагато більш цілеспрямованими, оскільки ворог став більш чітко визначеним. Metallica була глибоко стурбована різними сферами, в яких звичайна людина була несправедливо, але геніально обманута. Точніше кажучи, вони дуже критично ставилися до тих, хто був наділений владою. 

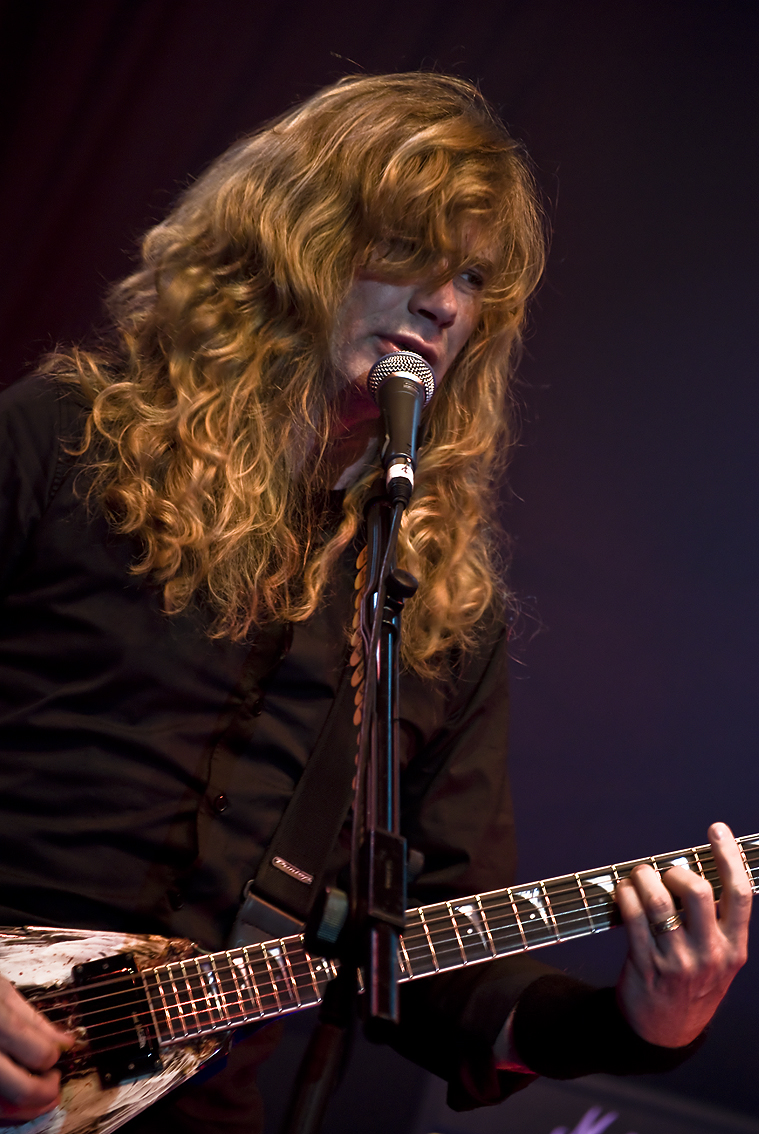
Колишній гітарист гурту Дейв Мастейн фігурує як співавтор двох пісень платівки

- Мажорний акустичний вступ до «Fight Fire with Fire» демонструє еволюцію колективу до більш гармонійно складного стилю написання пісень. Найшвидша за темпом пісня Metallica, яка рухається завдяки спритним тремоло-обраним рифам у куплетах і приспіві. Тривале соло в кінці пісні розчиняється у звуковому ефекті потужного ядерного вибуху. [23] Основний риф був записаний під час туру Kill 'Em All, а акустичний вступ - це те, що Бертон грав на акустичній гітарі в той час. [24] Ліричні теми зосереджені на ядерному знищенні, зокрема, на критиці доктрини взаємного гарантованого знищення. [21]

- «Ride the Lightning» ― перша пісня гурту, яка підкреслює страждання системи кримінального права. Текст пісні написаний від імені засудженого до смертної кари, який очікує страти на електричному стільці. Пісня, одна з двох композицій альбому, яка належить Мастейну, починається в середньому темпі, який поступово прискорюється в міру виконання пісні. [23] Один з рифів, спочатку написаний Мастейном, був спрощений. У пісні з'явилася інструментальна середня частина, яку підкреслює соло Гемметта. [21] За словами Гетфілда, пісня оповідає не про критику смертної кари, а про людину, засуджену до смертної кари за злочин, якого вона не скоювала, як і в початкових словах: «Винен за всіма пунктами звинувачення, але, чорт забирай, це неправильно» (Guilty as charged/But damn it/It ain't right). [25]

- «For Whom the Bell Tolls» починається з дзвону, за яким слідує маршовий риф і бас-партія високого тону. Хроматичний вступ, який Бертон написав до того, як приєднався до Metallica, часто приймають за електрогітару, але насправді це бас-гітара Кліффа, доповнена дисторшеном і педаллю з ефектом «wah-wah». Текст пісні був натхненний однойменним романом Ернеста Хемінгуея 1940 року, який описує жах і безчестя сучасної війни. [26] «For Whom the Bell Tolls» був випущений як промо-сингл у двох версіях: редагована версія на стороні А та альбомна версія на стороні Б.

- «Fade to Black» ― пауер-балада з текстом про самогубство. Гетфілд написав слова, бо відчував себе безсилим після того, як обладнання гурту було викрадено перед виступом у січні 1984 року в Бостоні. [5] Музично пісня починається зі вступу акустичної гітари, на яку накладається соло на електрогітарі. Пісня поступово стає важчою і швидшою, закінчуючись багатошаровими гітарними соло. [27] Арпеджовані акорди та стриманий спів балади були незвичними для треш-метал гуртів того часу і розчарували деяких шанувальників Metallica. Структура пісні передвіщає пізніші балади Metallica, такі як «Welcome Home (Sanitarium)», «One» та «The Day That Never Comes». [28] «Fade to Black» був випущений як промо-вініл у 1984 році у фосфоресцентному зеленому кольорі. [29]

- «Trapped Under Ice» розповідає про людину, яка прокидається від кріогенного стану. Розуміючи, що йти нікуди, і ніхто не прийде на допомогу, людина безпорадно чекає неминучої загибелі. Пісня побудована на швидкому галопуючому рифі, що нагадує відкриття альбому. [27] Вона була натхненна демо-версією треку колишнього гурту Геммета Exodus під назвою «Impaler», який пізніше вийшов на альбомі Tempo of the Damned. [30]

- «Escape» спочатку мала назву «The Hammer» і мала вийти як сингл через свої легші рифи і традиційну структуру пісні. Вступ містить контрапунктичну басову мелодію і бадьорий гітарний риф, який переходить у стандартний, приглушений риф. [31] «Escape» - найменш улюблена пісня Гетфілда у складі Metallica, оскільки вона стала результатом того, що звукозаписна компанія змусила групу написати щось більш придатне для радіостанцій. Письменники Мік Уолл і Малкольм Доум стверджують, що на пісню вплинув альбомний рок таких гуртів 1970-х, як Journey і Foreigner, але фанати сприйняли її як спробу потрапити в ефір рок-радіостанцій. [6] Гурт виконав пісню наживо лише один раз на фестивалі Orion Music + More у 2012 році, виконуючи весь Ride the Lightning у повному обсязі. [32]
- «Creeping Death» описує чуму смерті первістків (Вихід 12:29). У тексті пісні йдеться про десять лих, що спіткали Стародавній Єгипет; чотири з них згадуються у пісні, а також про Песах. [31] Назва була натхненна сценою з фільму «Десять заповідей», коли гурт дивився фільм в будинку Бертона. [33] Бридж з приспівом «Die, by my hand!» був спочатку написаний Гемметом для пісні «Die by His Hand», коли він грав у Exodus. Вони записали пісню у вигляді демо, але не включили до студійного альбому. Журналіст Джоел Макайвер назвав цю пісню «гімном мошпітів» через її епічну лірику і драматичну атмосферу. [7] «Creeping Death» був випущений як сингл з Б-сайдом під назвою Garage Days Revisited, що складався з каверів на пісню «Am I Evil?» гурту Diamond Head  і на пісню «Blitzkrieg» від однойменного гурту. [34]
- «The Call of Ktulu» являється інструментальною композицією, що спочатку носила назву «When Hell Freezes Over». Вона була натхненна повістю Говарда Лавкрафта «Морок над Інсмутом», з якою учасників гурту познайомив Бертон, який був великим фанатом цього письменника. [35] Назва була взята з одного з ключових оповідань Лавкрафта за участю Ктулху, «Поклик Ктулху», проте оригінальна назва була змінена на «Ктулу» для полегшення вимови. Трек починається з ре-мінорної акордової прогресії у вступі, написаної Мастейном (пізніше Мастейн повторно використав цю акордову структуру в пісні Megadeth «Hangar 18»), за якою слідує двохвилинне басове соло на ритмічному рифовому уривку. [35] Диригент Майкл Кеймен зробив аранжування цього треку для альбому S&M і отримав премію Греммі за найкраще виконання рок-інструментальної композиції у 2001 році. [36]

## Відгуки
Альбом отримав широке визнання музичних критиків. На думку журналу Q, альбом підтвердив статус Metallica як провідного хеві-метал гурту сучасної епохи. Журнал відзначив, що гурт змінив норми треш-металу завдяки пісні «Fade to Black», першій пауер-баладі жанру. Британський рок-журнал Kerrang! заявив, що зрілість і музичний склад альбому допомогли Metallica розширити межі хеві-металу. Грег Кот з Chicago Tribune описав Ride the Lightning як більш витончене продовження дебютника гурту. У ретроспективному огляді Ченнінг Фріман з Sputnikmusic назвав його одним з небагатьох альбомів, який може бути водночас чарівним і потужним. Він високо оцінив вокальне виконання Гетфілда і зробив висновок, що Metallica "працює на всіх парах". Стів Х'юї з AllMusic назвав альбом більш амбітною і видатною роботою, ніж Kill 'Em All. Він назвав Ride the Lightning "класикою металу всіх часів" завдяки багатій музичній уяві гурту і текстам пісень, які уникали кліше хеві-металу.
The Rolling Stone Album Guide назвав його великим кроком вперед для гурту і альбомом, який заклав концепцію для двох наступних альбомів Metallica. Колін Ларкін, пишучи в Encyclopedia of Popular Music, виділив «For Whom the Bell Tolls» як приклад зростаючого музичного потенціалу Metallica. Мартін Попофф вважає Ride the Lightning альбомом, де "екстремальний метал став мистецтвом": 
"Це був буквально перший альбом з часів Sad Wings of Destiny, де змінилися правила гри. Це був новий тип важкості: м'яке, пухнасте, але вибухове виконання було дивовижним, а швидкість - надлюдською" 
Аналізуючи перевидання 2016 року, Джейсон Андерсон з Uncut вважає Ride the Lightning другим найкращим альбомом Metallica, який задав темп розвитку металу на наступні роки. 
Megaforce спочатку надрукував 75 000 копій альбому для американського ринку, тоді як Music for Nations обслуговував європейський ринок. До кінця 1984 року в Європі було продано 85 000 копій Ride the Lightning, що призвело до появи першої обкладинки Metallica для журналу Kerrang! у його грудневому номері. Після підписання контракту з гуртом Elektra випустила сингл «Creeping Death» в обкладинці із зображенням мосту і черепа, пофарбованих у сірий і зелений кольори. Альбом посів 100 місце в чарті Billboard 200, не потрапивши до радіопрограми. У 1984 році французький лейбл Bernett Records помилково надрукував колір обкладинки альбому зеленим, а не синім, і було випущено 400 копій із зеленою обкладинкою. Альбом став золотим у листопаді 1987 року, а у 2012 році отримав 6-кратний платиновий сертифікат Американської асоціації компаній звукозапису (RIAA) за шість мільйонів копій, проданих у США.
Багато рок-видань включили Ride the Lightning до своїх списків найкращих альбомів. Він посів п'яте місце у списку "25 найкращих метал-альбомів" за версією IGN Music. Spin включив його до списку обов'язкових для треш-металу, оголосивши "найтрешовішим трешем за всю історію". За версією Guitar World, альбом "не просто змінив траєкторію гурту - він перезавантажив курс самого металу". Корі Дейтерман з Houston Press вважає Ride the Lightning найвпливовішим альбомом Metallica, стверджуючи, що він справив тривалий вплив на такі жанри, як кросовер-треш і хардкор-панк. У 2017 році він посів 11 місце у списку "100 найкращих метал-альбомів усіх часів" за версією журналу Rolling Stone. В інтерв'ю 1991 року Джейсон Ньюстед заявив, що Ride the Lightning стоїть поруч із Metallica, "найкращим альбомом усіх часів".

## Список композицій
Автор слів Джеймс Гетфілд. 
| #     | Назва                                 | Автор                                      | Тривалість |
| ----- | ------------------------------------- | ------------------------------------------ | ---------- |
| 1.    | «Fight Fire with Fire»                | Гетфілд, Ульріх, Бертон                    | 4:46       |
| 2.    | «Ride the Lightning»                  | Гетфілд, Ульріх, Бертон, Дейв Мастейн      | 6:38       |
| 3.    | «For Whom the Bell Tolls»             | Гетфілд, Ульріх, Бертон                    | 5:09       |
| 4.    | «Fade to Black»                       | Гетфілд, Ульріх, Бертон, Хаммет            | 6:52       |
| 5.    | «Trapped Under Ice»                   | Гетфілд, Ульріх, Хаммет                    | 4:04       |
| 6.    | «Escape»                              | Гетфілд, Ульріх, Хаммет                    | 4:25       |
| 7.    | «Creeping Death»                      | Гетфілд, Ульріх, Кліфф Бертон, Кірк Хаммет | 6:35       |
| 8.    | «The Call of Ktulu» (інструментальна) | Гетфілд, Ульріх, Бертон, Мастейн           | 8:53       |
| 47:25 |                                       |                                            |            |

## Делюкс-перевидання 2016
У 2016 році альбом був ремастерований і перевиданий лімітованим делюкс-бокс-сетом з розширеним списком композицій і бонусним контентом. До складу делюксового видання входить оригінальний альбом на вінілі та компакт-диску, а також додатковий вініловий диск із записом живого виступу в Лос-Анджелесі, диск із зображенням треклісту синглу «Creeping Death», шість компакт-дисків із концертними записами, інтерв'ю, чорновими міксами та демо, записаними у 1984-1985 роках, і один DVD із записами живих виступів та інтерв'ю з групою. 
Зміст перевидання
Перший і другий диски - оригінальний альбом на CD і LP (ремастерингова версія), також містять код для цифрового завантаження лонгплея цих версіях.
| Live at The Hollywood Palladium, Los Angeles, CA – 10th March 1985 (2 LP) | Live at The Hollywood Palladium, Los Angeles, CA – 10th March 1985 (2 LP) | Live at The Hollywood Palladium, Los Angeles, CA – 10th March 1985 (2 LP) |
| #                                                                         | Назва                                                                     | Тривалість                                                                |
| ------------------------------------------------------------------------- | ------------------------------------------------------------------------- | ------------------------------------------------------------------------- |
| 1.                                                                        | «The Ecstasy of Gold» (Раніше не видавалася)                              |                                                                           |
| 2.                                                                        | «Fight Fire With Fire» (Концертна версія раніше не видавалася)            |                                                                           |
| 3.                                                                        | «Ride the Lightning» (Концертна версія раніше не видавалася)              |                                                                           |
| 4.                                                                        | «Phantom Lord» (Концертна версія раніше не видавалася)                    |                                                                           |
| 5.                                                                        | «(Anesthesia) – Pulling Teeth» (Концертна версія раніше не видавалася)    |                                                                           |
| 6.                                                                        | «For Whom the Bell Tolls» (Концертна версія раніше не видавалася)         |                                                                           |
| 7.                                                                        | «No Remorse» (Концертна версія раніше не видавалася)                      |                                                                           |
| 8.                                                                        | «Fade to Black» (Концертна версія раніше не видавалася)                   |                                                                           |
| 9.                                                                        | «Seek and Destroy» (Концертна версія раніше не видавалася)                |                                                                           |
| 10.                                                                       | «Creeping Death» (Концертна версія раніше не видавалася)                  |                                                                           |
| 11.                                                                       | «Am I Evil?» (Концертна версія раніше не видавалася)                      |                                                                           |
| 12.                                                                       | «Motorbreath» (Концертна версія раніше не видавалася)                     |                                                                           |

| Creeping Death (LP Pucture Disc) | Creeping Death (LP Pucture Disc) | Creeping Death (LP Pucture Disc) |
| #                                | Назва                            | Тривалість                       |
| -------------------------------- | -------------------------------- | -------------------------------- |
| 1.                               | «Creeping Death»                 |                                  |
| 2.                               | «Am I Evil?»                     |                                  |
| 3.                               | «Blitzkrieg»                     |                                  |

| Metallica Interviews (CD) | Metallica Interviews (CD)                                                                | Metallica Interviews (CD) |
| #                         | Назва                                                                                    | Тривалість                |
| ------------------------- | ---------------------------------------------------------------------------------------- | ------------------------- |
| 1.                        | «Metal Forces Interview with Lars, November 1984» (Раніше не видавалося)                 |                           |
| 2.                        | «WUSC Cleveland Radio Interview with Cliff & Kirk, February 1985» (Раніше не видавалося) |                           |
| 3.                        | «Metal Madness Interview with Lars, March 1985» (Раніше не видавалося)                   |                           |

| Demos & Rough Mixes From Lars’ Vault (CD) | Demos & Rough Mixes From Lars’ Vault (CD)                                           | Demos & Rough Mixes From Lars’ Vault (CD) |
| #                                         | Назва                                                                               | Тривалість                                |
| ----------------------------------------- | ----------------------------------------------------------------------------------- | ----------------------------------------- |
| 1.                                        | «Ride the Lightning» (Studio Demo) (Раніше не видавалося)                           |                                           |
| 2.                                        | «When Hell Freezes Over (“The Call Of Ktulu”)» (Studio Demo) (Раніше не видавалося) |                                           |
| 3.                                        | «Creeping Death» (Studio Demo) (Раніше не видавалося)                               |                                           |
| 4.                                        | «Fight Fire With Fire» (Studio Demo) (Раніше не видавалося)                         |                                           |
| 5.                                        | «Ride the Lightning» (Garage Demo) (Раніше не видавалося)                           |                                           |
| 6.                                        | «When Hell Freezes Over (“The Call Of Ktulu”)» (Garage Demo) (Раніше не видавалося) |                                           |
| 7.                                        | «Fight Fire With Fire» (Garage Demo) (Раніше не видавалося)                         |                                           |
| 8.                                        | «Ride the Lightning» (Boom Box Demo) (Раніше не видавалося)                         |                                           |
| 9.                                        | «Blitzkrieg» (Rhythm Track Rough Mix) (Раніше не видавався)                         |                                           |
| 10.                                       | «Am I Evil?» (Rhythm Track Rough Mix) (Раніше не видавався)                         |                                           |

| Live at Kabuki Theatre, San Francisco, CA – 15th March 1985 (CD) | Live at Kabuki Theatre, San Francisco, CA – 15th March 1985 (CD)              | Live at Kabuki Theatre, San Francisco, CA – 15th March 1985 (CD) |
| #                                                                | Назва                                                                         | Тривалість                                                       |
| ---------------------------------------------------------------- | ----------------------------------------------------------------------------- | ---------------------------------------------------------------- |
| 1.                                                               | «Fight Fire With Fire» (Концертна версія, раніше не видавалася на CD)         |                                                                  |
| 2.                                                               | «Ride the Lightning» (Концертна версія, раніше не видавалася на CD)           |                                                                  |
| 3.                                                               | «Phantom Lord» (Концертна версія, раніше не видавалася на CD)                 |                                                                  |
| 4.                                                               | «The Four Horsemen» (Концертна версія, раніше не видавалася на CD)            |                                                                  |
| 5.                                                               | «(Anesthesia) – Pulling Teeth» (Концертна версія, раніше не видавалася на CD) |                                                                  |
| 6.                                                               | «For Whom the Bell Tolls» (Концертна версія, раніше не видавалася на CD)      |                                                                  |
| 7.                                                               | «No Remorse» (Концертна версія, раніше не видавалася на CD)                   |                                                                  |
| 8.                                                               | «Fade to Black» (Концертна версія, раніше не видавалася на CD)                |                                                                  |
| 9.                                                               | «Creeping Death» (Концертна версія, раніше не видавалася на CD)               |                                                                  |
| 10.                                                              | «Guitar Solo» (Концертна версія, раніше не видавалася на CD)                  |                                                                  |
| 11.                                                              | «Am I Evil?» (Концертна версія, раніше не видавалася на CD)                   |                                                                  |
| 12.                                                              | «Motorbreath» (Концертна версія, раніше не видавалася на CD)                  |                                                                  |

| Live at The Lyceum Theatre, London, UK — 20th December 1984 (CD) | Live at The Lyceum Theatre, London, UK — 20th December 1984 (CD)              | Live at The Lyceum Theatre, London, UK — 20th December 1984 (CD) |
| #                                                                | Назва                                                                         | Тривалість                                                       |
| ---------------------------------------------------------------- | ----------------------------------------------------------------------------- | ---------------------------------------------------------------- |
| 1.                                                               | «Phantom Lord» (Концертна версія, раніше не видавалася)                       |                                                                  |
| 2.                                                               | «The Four Horsemen» (Концертна версія, раніше не видавалася на CD)            |                                                                  |
| 3.                                                               | «(Anesthesia) – Pulling Teeth» (Концертна версія, раніше не видавалася на CD) |                                                                  |
| 4.                                                               | «For Whom the Bell Tolls» (Концертна версія, раніше не видавалася на CD)      |                                                                  |
| 5.                                                               | «No Remorse» (Концертна версія, раніше не видавалася на CD)                   |                                                                  |
| 6.                                                               | «The Call of Ktulu» (Концертна версія, раніше не видавалася)                  |                                                                  |
| 7.                                                               | «Seek and Destroy» (Концертна версія, раніше не видавалася на CD)             |                                                                  |
| 8.                                                               | «Whiplash» (Концертна версія, раніше не видавалася на CD)                     |                                                                  |
| 9.                                                               | «Creeping Death» (Концертна версія, раніше не видавалася)                     |                                                                  |
| 10.                                                              | «Guitar Solo» (Концертна версія, раніше не видавалася)                        |                                                                  |
| 11.                                                              | «Metal Militia» (Концертна версія, раніше не видавалася на CD)                |                                                                  |

| Live at Castle Donington, UK — 17th August 1985 (CD) | Live at Castle Donington, UK — 17th August 1985 (CD)                     | Live at Castle Donington, UK — 17th August 1985 (CD) |
| #                                                    | Назва                                                                    | Тривалість                                           |
| ---------------------------------------------------- | ------------------------------------------------------------------------ | ---------------------------------------------------- |
| 1.                                                   | «Creeping Death» (Концертна версія, раніше не видавалася на CD)          |                                                      |
| 2.                                                   | «Ride the Lightning» (Концертна версія, раніше не видавалася на CD)      |                                                      |
| 3.                                                   | «For Whom the Bell Tolls» (Концертна версія, раніше не видавалася на CD) |                                                      |
| 4.                                                   | «The Four Horsemen» (Концертна версія, раніше не видавалася на CD)       |                                                      |
| 5.                                                   | «Fade to Black» (Концертна версія, раніше не видавалася на CD)           |                                                      |
| 6.                                                   | «Seek and Destroy» (Концертна версія, раніше не видавалася на CD)        |                                                      |
| 7.                                                   | «Whiplash» (Концертна версія, раніше не видавалася на CD)                |                                                      |
| 8.                                                   | «Motorbreath» (Концертна версія, раніше не видавалася на CD)             |                                                      |

| Live at The Metal Hammer Festival In St. Goarshnausen, Germany — 14 September 1985 (DVD, Part I) | Live at The Metal Hammer Festival In St. Goarshnausen, Germany — 14 September 1985 (DVD, Part I) | Live at The Metal Hammer Festival In St. Goarshnausen, Germany — 14 September 1985 (DVD, Part I) |
| #                                                                                                | Назва                                                                                            | Тривалість                                                                                       |
| ------------------------------------------------------------------------------------------------ | ------------------------------------------------------------------------------------------------ | ------------------------------------------------------------------------------------------------ |
| 1.                                                                                               | «Creeping Death» (Концертна версія, раніше не видавалася)                                        |                                                                                                  |
| 2.                                                                                               | «Ride The Lightning» (Концертна версія, раніше не видавалася)                                    |                                                                                                  |
| 3.                                                                                               | «Disposable Heroes» (Концертна версія, раніше не видавалася)                                     |                                                                                                  |
| 4.                                                                                               | «No Remorse» (Концертна версія, раніше не видавалася)                                            |                                                                                                  |
| 5.                                                                                               | «(Anesthesia) – Pulling Teeth» (Концертна версія, раніше не видавалася)                          |                                                                                                  |
| 6.                                                                                               | «For Whom The Bell Tolls» (Концертна версія, раніше не видавалася)                               |                                                                                                  |
| 7.                                                                                               | «The Four Horsemen» (Концертна версія)                                                           |                                                                                                  |
| 8.                                                                                               | «Fade to Black» (Концертна версія)                                                               |                                                                                                  |
| 9.                                                                                               | «Seek and Destroy» (Концертна версія)                                                            |                                                                                                  |
| 10.                                                                                              | «Whiplash» (Концертна версія, раніше не видавалася)                                              |                                                                                                  |
| 11.                                                                                              | «Fight Fire With Fire» (Концертна версія, раніше не видавалася)                                  |                                                                                                  |
| 12.                                                                                              | «Guitar Solo» (Концертна версія, раніше не видавалася)                                           |                                                                                                  |
| 13.                                                                                              | «Am I Evil?» (Концертна версія, раніше не видавалася)                                            |                                                                                                  |
| 14.                                                                                              | «Motorbreath» (Концертна версія, раніше не видавалася)                                           |                                                                                                  |

| Live at MTV's Day On The Green At Oakland Stadium, Oakland, CA — 31 August 1985 (DVD, Part II) | Live at MTV's Day On The Green At Oakland Stadium, Oakland, CA — 31 August 1985 (DVD, Part II) | Live at MTV's Day On The Green At Oakland Stadium, Oakland, CA — 31 August 1985 (DVD, Part II) |
| #                                                                                              | Назва                                                                                          | Тривалість                                                                                     |
| ---------------------------------------------------------------------------------------------- | ---------------------------------------------------------------------------------------------- | ---------------------------------------------------------------------------------------------- |
| 1.                                                                                             | «Creeping Death» (Концертна версія, раніше не видавалася)                                      |                                                                                                |
| 2.                                                                                             | «Ride The Lightning» (Концертна версія, раніше не видавалася)                                  |                                                                                                |
| 3.                                                                                             | «For Whom the Bell Tolls» (Концертна версія)                                                   |                                                                                                |
| 4.                                                                                             | «MTV Day On The Green Interview with Lars and James»                                           |                                                                                                |

| Danish TV (DVD, Part III) | Danish TV (DVD, Part III)                                                                   | Danish TV (DVD, Part III) |
| #                         | Назва                                                                                       | Тривалість                |
| ------------------------- | ------------------------------------------------------------------------------------------- | ------------------------- |
| 1.                        | «“Lars Ulrich When He Was Young” — Lars’ first television interview» (Раніше не видавалось) |                           |
| 2.                        | «“SPOT – Lars Ulrich”» (Раніше не видавалось)                                               |                           |

## Учасники запису
Metallica
- Джеймс Гетфілд - вокал, ритм-гітара, акустична гітара на Fade to Black
- Кірк Гемметт - соло-гітара, бек-вокал
- Кліфф Бертон - бас-гітара, бек-вокал
- Ларс Ульріх - ударні, перкусія, бек-вокал на «Ride the Lightning», ковадло на «For Whom the Bell Tolls» [61]

Виробництво
- Флемінг Расмуссен - асистент виробництва, інженерія
- Марк Вайтейкер - асистент продюсера, концертний звукорежисер, менеджер живих виступів
- Том Койн - мастеринг релізу на Megaforce
- Тім Янг - мастеринг релізу на Music for Nations
- Боб Людвіг - мастеринг релізу на Elektra
- Джордж Маріно - ремастеринг 1995 року
- Гові Вайнберг - ремастеринг 2016 року

Упаковка
- Metallica - концепція обкладинки
- AD Artists - дизайн обкладинки
- Фін Костелло, Ентоні Д. Сомелла, Роберт Хьотінк - фото внутрішньої сторони обкладинки
- Піт Кронін, Рік Брекетт, Гарольд Оймен - фото задньої частини обкладинки

## Чарти i сертифікації
| Чарт (1984–2021)                             | Найвища позиція |
| -------------------------------------------- | --------------- |
| Австралія (ARIA)                             | 38              |
| Бельгія Belgian Albums (Ultratop Flanders)   | 116             |
| Бельгія Belgian Albums (Ultratop Wallonia)   | 145             |
| Данія (Album Top 100)                        | 20              |
| Фінляндія (Suomen virallinen lista)          | 9               |
| Франція (SNEP)                               | 126             |
| Німеччина German Albums (Offizielle Top 100) | 47              |
| Угорщина Hungarian Albums (MAHASZ)           | 39              |
| Ірландія (IRMA)                              | 55              |
| Італія (FIMI)                                | 66              |
| Японія (Oricon)                              | 99              |
| Нова Зеландія (RMNZ)                         | 32              |
| Норвегія (VG-lista)                          | 40              |
| Польща Polish Albums (ZPAV)                  | 4               |
| Португалія Portuguese Albums (AFP)           | 35              |
| Іспанія Spanish Albums (PROMUSICAE)          | 36              |
| Швеція (Sverigetopplistan)                   | 31              |
| Швейцарія (Schweizer Hitparade)              | 78              |
| UK Albums (OCC)                              | 87              |
| US Billboard 200                             | 48              |
| США Top Rock Albums (Billboard)              | 10              |

| Чарт (2020)   | Позиція |
| ------------- | ------- |
| Польща (ZPAV) | 53      |
| Чарт (2021)   | Позиція |
| Польща (ZPAV) | 59      |

### Сертифікації
| Регіон | Сертифікація  | Продажі   |
| --- | ------------- | --------- |
| Австралія (ARIA)                                                                                                 | Платиновий    | 70 000^   |
| Канада (Music Canada)                                                                                            | Платиновий    | 100 000^  |
| Данія (IFPI Denmark)                                                                                             | 2× Платиновий | 40 000    |
| Німеччина (BVMI)                                                                                                 | Платиновий    | 500 000   |
| Італія (FIMI) sales since 2009                                                                                   | Золотий       | 25 000    |
| Польща (ZPAV) | Платиновий    | 20 000    |
| Велика Британія (BPI)                                                                                            | Золотий       | 100 000^  |
| США (RIAA) | 6× Платиновий | 6,950,000 |
| ^відвантаження, що базуються лише на сертифікаціях · продажі+прослуховування, що базуються лише на сертифікаціях |               |           |